# Anthony Butterworth
Anthony Butterworth (* 1945 in Luton) ist ein britischer Mediziner, bekannt für Forschungen zur Epidemiologie und Immunologie von Bilharziose (Schistosomiasis).
Butterworth studierte an der Universität Cambridge Medizin (Bachelorabschlüsse wie M. B.  1969). 1973 wurde er dort promoviert. Er arbeitete in vielen Ländern in Afrika und Süd- und Mittelamerika in der Forschung. In den 2000er Jahren war er am Biomedical Research and Training Institute in Harare, Simbabwe, wo er Forschung zu Malaria, Tuberkulose, Aids und andere Krankheiten beaufsichtigte. Zurzeit ist er in Malawi.
In den 1970er Jahren zeigte er als Wissenschaftler bei den Wellcome Trust Research Laboratories in Nairobi die Rolle eosinophiler Granulozyten (im Zusammenspiel mit bestimmten Antikörpern) bei der Immunabwehr von Bilharziose und klärte später an der Harvard Medical School den dabei verwendeten Abwehrmechanismus genauer auf (sie enthalten Granula mit toxischen Substanzen, die sie gegen den Parasit freisetzen). Davor waren eosinophile Granulozyten vor allem wegen ihrer Rolle in der Allergie bekannt.
In Studien in Kenia und Uganda zeigte er, dass einige Personen Immunität gegen Bilharziose entwickeln, mit einem Anstieg von Immunglobulin E Antikörpern, die gegen den Wurm wirken und Ansatzpunkte für die Entwicklung von Impfstoffen bilden.
Er untersuchte auch die Wechselwirkung von Bilharziose mit anderen Erkrankungen und mit seiner Ehefrau Liz Corbett von Aids und Tuberkulose bei Bergarbeitern in Südafrika.
1990 erhielt er mit André Capron den König-Faisal-Preis in Medizin. 1994 wurde er Fellow der Royal Society und er ist Mitglied der Royal Society of Tropical Medicine and Hygiene. 1990 erhielt er deren Chalmers Medal. 1987 erhielt er die Bernhard-Nocht-Medaille.